# Astragalus inexpectatus
Astragalus inexpectatus är en ärtväxtart som beskrevs av Maassoumi och Dieter Podlech. Astragalus inexpectatus ingår i släktet vedlar, och familjen ärtväxter. Inga underarter finns listade i Catalogue of Life.